# Liste der Stolpersteine im Département Bas-Rhin

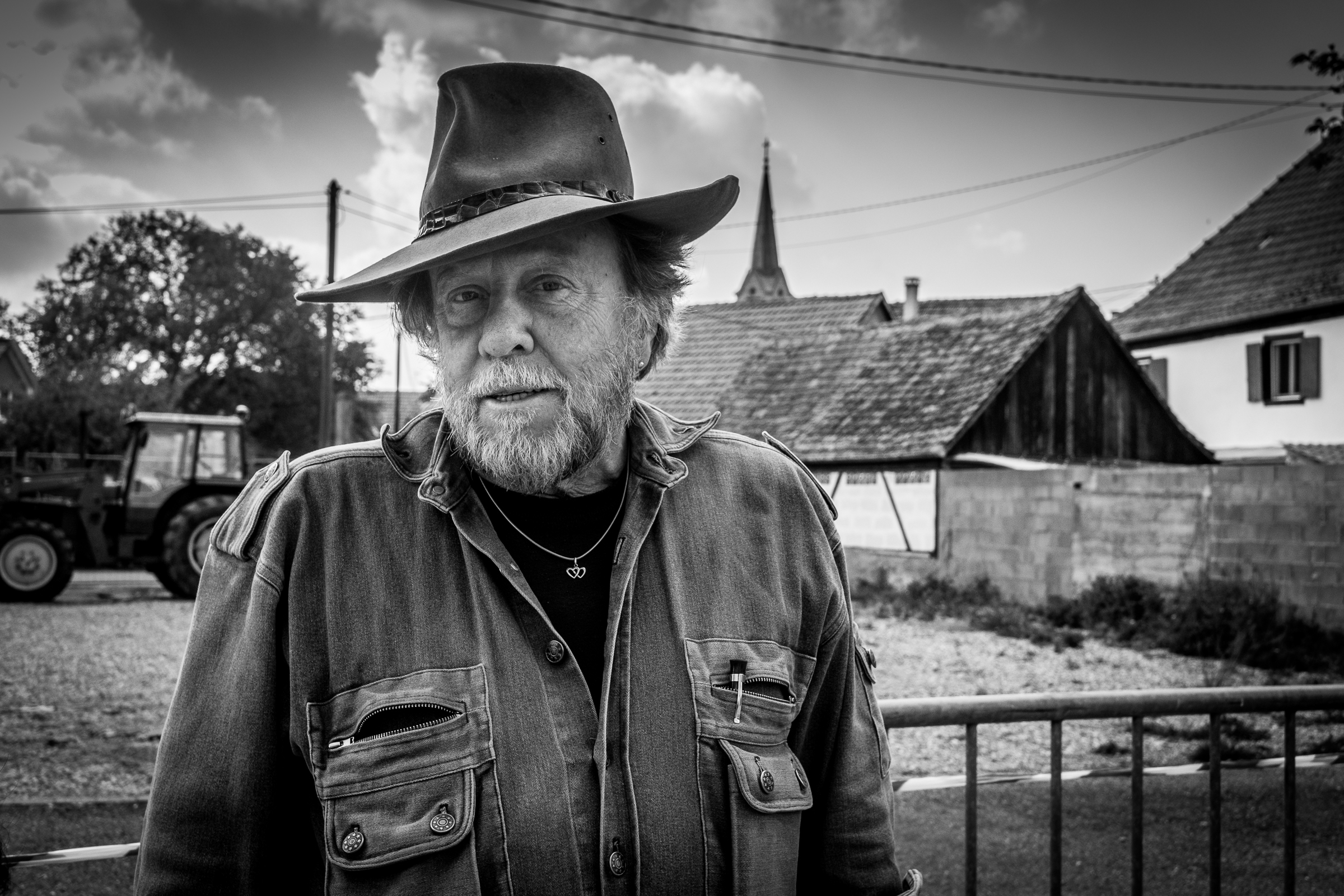
Gunter Demnig in Muttersholtz am 30. April 2019.

Die Liste der Stolpersteine im Département Bas-Rhin enthält Stolpersteine im französischen Département Bas-Rhin. Sie erinnern an das Schicksal der Menschen, die von den Nationalsozialisten ermordet, deportiert, vertrieben oder in den Suizid getrieben wurden. Die Stolpersteine werden von Gunter Demnig verlegt. Sie liegen im Regelfall vor dem letzten selbst gewählten Wohnsitz des Opfers.

## Listen der verlegten Steine
Die Tabellen sind teilweise sortierbar; die Grundsortierung erfolgt alphabetisch nach dem Familiennamen.

### Balbronn
In Balbronn wurden bisher zwölf Stolpersteine an sechs Adressen verlegt.
| Stolperstein | Übersetzung | Verlegeort                      | Name, Leben                         |
| ------------ | --- | ------------------------------- | ----------------------------------- |
|              | | 48, rue Balbach Balbronn        | Arthur Levy                         |
|              | HIER WOHNTE EDMOND LEVY GEBOREN 1904 VERHAFTET 1944 INTERNIERT ECROUVES, DRANCY DEPORTIERT 13.4.1944 AUSCHWITZ ERMORDET 18.4.1944 | 17, rue Neuve Balbronn          | Edmond Levy (1905–1944)             |
|              | | 48, rue Balbach Balbronn        | Irène Levy (1924–)                  |
|              | HIER WOHNTE MARCEL LEVY GEBOREN 1904 INTERNIERT ECROUVES, DRANCY DEPORTIERT 1943 AUSCHWITZ ERMORDET 5.8.1943                      | 146, Rue du Cercle Balbronn     | Marcel Levy (1904–1943)             |
|              | | 48, rue Balbach Balbronn        | Rosa Levy (1900–)                   |
|              | HIER WOHNTE SUZANNE LEVY GEB. WEILL 1904 INTERNIERT ECROUVES, DRANCY DEPORTIERT 1943 AUSCHWITZ ERMORDET 5.8.1943                  | 146, Rue du Cercle Balbronn     | Suzanne Levy geb. Weill (1904–1943) |
|              | | 48, rue Balbach Balbronn        | Yvonne Levy                         |
|              | HIER WOHNTE MOISE ROTH GEBOREN 1873 VERHAFTET 1943 INTERNIERT ECROUVES, DRANCY DEPORTIERT 18.7.1943 AUSCHWITZ ERMORDET 23.7.1943  | 29, rue des Tonneliers Balbronn | Moïse Roth (1873–1943)              |
|              | HIER WOHNTE ROSA ROTH GEB. LEVI 1872 VERHAFTET 1943 INTERNIERT ECROUVES, DRANCY DEPORTIERT 18.7.1943 AUSCHWITZ ERMORDET 23.7.1943 | 29, rue des Tonneliers Balbronn | Rosa Roth geb. Levi (1872–1943)     |
|              | | 59, rue Balbach Balbronn        | Isaac Schwartz                      |
|              | | 59, rue Balbach Balbronn        | Robert Schwartz                     |
|              | | 66 rue du Château Balbronn      | Reine Weil                          |

### Barr
In Barr wurden bisher zwölf Stolpersteine an sechs Adressen verlegt. Die Verlegungen in dieser Stadt erfolgten durch zwei verschiedene Organisationen.
| Stolperstein | Übersetzung | Verlegeort                              | Name, Leben                                  |
| ------------ | --- | --------------------------------------- | -------------------------------------------- |
|              | HIER WOHNTE ALFRED ARNOLD GEBOREN 1901 VERHAFTET 1944 INTERNIERT BELFORT DEPORTIERT 1944 RAVENSBRÜCK TODESMARSCH ERMORDET 3.3.1945 SACHSENHAUSEN           | 8 Rue des Lièvres Barr                  | Alfred Arnold (1901–1945)                    |
|              | | 8 Rue de la Gare Barr                   | Corinne Bloch (1885–1943)                    |
|              | HIER WOHNTE ELIE BLOCH GEBOREN 1909 VERHAFTET 11.2.1943 INTERNIERT POITIERS, DRANCY DEPORTIERT AUSCHWITZ ERMORDET 22.12.1943                               | 12, Rue du Général Vandenberg Barr      | Elie Bloch (1909–1943)                       |
|              | HIER WOHNTE GEORGETTE BLOCH GEB. SAMUEL 1918 VERHAFTET 22.1.1943 INTERNIERT POITIERS, DRANCY DEPORTIERT AUSCHWITZ ERMORDET 22.12.1943                      | 12, Rue du Général Vandenberg Barr      | Georgette Bloch, geborene Samuel (1918–1943) |
|              | HIER WOHNTE MYRIAM BLOCH GEBOREN 1937 VERHAFTET 11.2.1943 INTERNIERT POITIERS, DRANCY DEPORTIERT AUSCHWITZ ERMORDET 22.12.1943                             | 12, Rue du Général Vandenberg Barr      | Myriam Bloch (1937–1943)                     |
|              | HIER WOHNTE ACHILLE ELLENBOGEN GEBOREN 1879 VERHAFTET 1940 INTERNIERT GURS, DRANCY DEPORTIERT MAJDANEK ERMORDET 11.3.1943                                  | 30 Rue des Cigognes Barr                | Achille Ellenbogen (1879–1943)               |
|              | HIER WOHNTE OSCAR HOSCH GEBOREN 1916 VERHAFTET 22.3.1943 INHAFTIERT VICHY STRASSBURG DEPORTIERT 1944 SCHIRMECK 'NACHT UND NEBEL' FÜSILIERT 23.11.1944 KEHL | 8 Rue des Lièvres Barr                  | Oscar Hosch (1916–1944)                      |
|              | HIER WOHNTE CESLAW SIERADZKI GEBOREN 1925 VERHAFTET DEZ. 1940 STRASSBURG DEPORTIERT 1941 SCHIRMECK DACHAU FÜSILIERT 12.12.1941                             | 10A Place de l'Hôtel de Ville Barr      | Ceslaw Sieradzki (1925–1941)                 |
|              | HIER WOHNTE HENRI WEILL GEBOREN 1933 INTERNIERT DRANCY DEPORTIERT 1944 AUSCHWITZ ERMORDET 8.2.1944                                                         | 10, Avenue du docteur Marcel Krieg Barr | Henri Weill (1933–1944)                      |
|              | HIER WOHNTE JACQUES ISAAC WEILL GEBOREN 1898 INTERNIERT DRANCY DEPORTIERT 1944 AUSCHWITZ ERMORDET 8.2.1944                                                 | 10, Avenue du docteur Marcel Krieg Barr | Jacques Isaac Weill (1898–1944)              |
|              | HIER WOHNTE LISE WEILL GEBOREN 1940 INTERNIERT DRANCY DEPORTIERT 1944 AUSCHWITZ ERMORDET 8.2.1944                                                          | 10, Avenue du docteur Marcel Krieg Barr | Lise Weill (1940–1944)                       |
|              | HIER WOHNTE LUCIE WEILL GEB. SCHWARTZ 1903 INTERNIERT DRANCY DEPORTIERT 1944 AUSCHWITZ ERMORDET 8.2.1944                                                   | 10, Avenue du docteur Marcel Krieg Barr | Lucie Weill, geborene Schwartz (1903–1944)   |

### Benfeld
In Benfeld wurde bisher ein Stolperstein verlegt.
| Stolperstein | Übersetzung | Verlegeort                       | Name, Leben                    |
| ------------ | ----------- | -------------------------------- | ------------------------------ |
|              |             | 12, rue du Maréchal Foch Benfeld | Blanche Kahn, geborene Lehmann |

### Bischwiller
In Bischwiller wurden bisher neun Stolpersteine verlegt. Sie befinden sich alle vor dem Sonnenhof in der 22, Rue d’Oberhoffen.
| Stolperstein | Übersetzung                                                                              | Name, Leben                |
| ------------ | ---------------------------------------------------------------------------------------- | -------------------------- |
|              |                                                                                          | Henri Bajtel               |
|              | HIER WOHNTE CAROLINE BOHR GEBOREN 1923 VERHAFTET 24.7.1940 SONNENHOF ERMORDET 24.7.1940  | Caroline Bohr (1923–1940)  |
|              |                                                                                          | Pierre Csillac             |
|              | HIER WOHNTE ALICE DREYFUSS GEBOREN 1919 VERHAFTET 24.7.1940 SONNENHOF ERMORDET 24.7.1940 | Alice Dreyfuss (1919–1940) |
|              |                                                                                          | Eduard Kahn                |
|              |                                                                                          | Marcel Levy                |
|              | HIER WOHNTE IRENE SCHEER GEBOREN 1912 VERHAFTET 6.4.1943 SONNENHOF ENTKOMMEN             | Irene Scheer (1912–1993)   |
|              |                                                                                          | Maurice Truschynski        |
|              |                                                                                          | Joachim Warmund            |

### Bouxwiller
In Bouxwiller wurden an fünf Adressen acht Stolpersteine verlegt.
| Stolperstein | Übersetzung | Verlegeort                     | Name, Leben                                  |
| ------------ | --- | ------------------------------ | -------------------------------------------- |
|              | HIER UNTERRICHTETE MAURICE BLOCH GEBOREN 1882 INTERNIERT DRANCY DEPORTIERT 1943 AUSCHWITZ ERMORDET 25.11.1943    | 4, place du Château Bouxwiller | Maurice Bloch (1882–1943)                    |
|              | HIER WOHNTE JACQUES JOSEPH GEBOREN 1923 INTERNIERT DRANCY DEPORTIERT 1943 AUSCHWITZ ERMORDET 18.2.1943           | 10, rue des Roses Bouxwiller   | Jacques Joseph (1923–1943)                   |
|              | HIER WOHNTE MYRTIL JOSEPH GEBOREN 1882 INTERNIERT DRANCY DEPORTIERT 1943 AUSCHWITZ ERMORDET 18.2.1943            | 10, rue des Roses Bouxwiller   | Myrtil Joseph (1882–1943)                    |
|              | HIER WOHNTE ROGER JOSEPH GEBOREN 1921 INTERNIERT DRANCY DEPORTIERT 1943 AUSCHWITZ ERMORDET 18.2.1943             | 10, rue des Roses Bouxwiller   | Roger Joseph (1921–1943)                     |
|              | HIER WOHNTE HENRIETTE JOSEPH SAFAR GEB. MARX 1889 INTERNIERT DRANCY DEPORTIERT 1943 AUSCHWITZ ERMORDET 18.2.1943 | 10, rue des Roses Bouxwiller   | Henriette Joseph Safar geb. Marx (1889–1943) |
|              | | 75, Grand’rue Bouxwiller       | Benno Malz                                   |
|              | HIER WOHNTE CHARLES MOOG GEBOREN 1877 FLÜCHTLING SAINT-GERMAN-DES-PRES ERMORDET 29.3.1944                        | 3, rue du Sable Bouxwiller     | Charles Moog (1877–1944)                     |
|              | HIER WOHNTE SAMUEL ROTHKOPF GEBOREN 1920 FLUCHTHELFER LES ROUSSES FÜSILIERT 23.12.1942                           | 60, Grand’rue Bouxwiller       | Samuel Rothkopf (1920–1942)                  |

### Brumath
In Brumath wurde bisher ein Stolperstein verlegt. Es handelt sich um den ersten Stolperstein, der einer Malgré-nous gewidmet ist.
| Stolperstein | Übersetzung | Verlegeort              | Name, Leben                |
| ------------ | ----------- | ----------------------- | -------------------------- |
|              |             | 8, Rue des Prés Brumath | Yvette Schacké (1925–1945) |

### Diemeringen
In Diemeringen wurden bisher neun Stolpersteine an fünf Adressen verlegt.
| Stolperstein | Übersetzung | Verlegeort                 | Name, Leben                                |
| ------------ | --- | -------------------------- | ------------------------------------------ |
|              | HIER WOHNTE ALFRED ALEXANDER GEBOREN 1895 [....] AUSCHWITZ ERMORDET 4.10.1942                                            | 5, rue du vin Diemeringen  | Alfred Alexander (1895–1942)               |
|              | | 98, Grand rue Diemeringen  | Hugo Kahn (1913–1943)                      |
|              | | 98, Grand rue Diemeringen  | Jules Kahn (1905–1943)                     |
|              | | 98, Grand rue Diemeringen  | Myrtil Kahn (1915–1943)                    |
|              | | 10, rue du vin Diemeringen | Alfred Siesel (1898–1944)                  |
|              | HIER WOHNTE GABRIELLE SIMON GEBOREN 1908 INTERNIERT ECROUVES, DRANCY DEPORTIERT 1944 AUSCHWITZ ERMORDET APRIL 1944       | 53, Grand rue Diemeringen  | Gabrielle Simon (1908–1944)                |
|              | HIER WOHNTE LINA SIMON GEB. LEVY 1865 INTERNIERT ECROUVES, DRANCY DEPORTIERT 1944 AUSCHWITZ ERMORDET APRIL 1944          | 53, Grand rue Diemeringen  | Lina Simon geb. Levy (1865–1944)           |
|              | | 9, rue du vin Diemeringen  | Léopold Wloch (1897–1944)                  |
|              | HIER WOHNTEJEANNE WOLLENBERGER GEB. SIMON 1898 INTERNIERT ECROUVES, DRANCY DEPORTIERT 1944 AUSCHWITZ ERMORDET APRIL 1944 | 53, Grand rue Diemeringen  | Jeanne Wollenberger geb. Simon (1898–1944) |

### Grendelbruch
In Grendelbruch wurde ein Stolperstein verlegt.
| Stolperstein | Übersetzung                                                                                                 | Verlegeort                          | Name, Leben                     |
| ------------ | --- | ----------------------------------- | ------------------------------- |
|              | HIER WOHNTE ERNEST GUSTAVE WEIL GEBOREN 1885 VERHAFTET 12.8.1944 INTERNIERT MONTLUC FÜSIIERT 18.8.1944 BRON | 33, route de Schirmeck Grendelbruch | Ernest Gustave Weil (1885–1944) |

### Gries
In Gries wurden bisher vier Stolpersteine an einer Adresse verlegt.
| Stolperstein | Übersetzung | Verlegeort | Name, Leben                  |
| ------------ | --- | ---------- | ---------------------------- |
|              | HIER WOHNTE CATHERINE MECKES GEBOREN 1890 GEFLÜCHTET THONON-LES-BAINS INTERNIERT ARGELES, RIVESALTES ERMORDET 9.3.1942 BARCARES         | Gries      | Catherine Meckes (1890–1942) |
|              | HIER WOHNTE FREDERIC MECKES GEBOREN 1872 GEFLÜCHTET THONON-LES-BAINS INTERNIERT ARGELES ERMORDET 23.12.1941 RIVESALTES                  | Gries      | Frederic Meckes (1872–1941)  |
|              | HIER WOHNTE HENRI MECKES GEBOREN 1900 GEFLÜCHTET THONON-LES-BAINS INTERNIERT ARGELES ENTWICHEN                                          | Gries      | Henri Meckes (1900–)         |
|              | HIER WOHNTE PIERRE MECKES GEBOREN 1893 GEFLÜCHTET THONON-LES-BAINS INTERNIERT ARGELES, RIVESALTES, BARCARES GESTORBEN 30.5.1943 SALIERS | Gries      | Pierre Meckes (1893–1942)    |

### Haguenau
In Haguenau wurden bisher vier Stolpersteine an zwei Adressen verlegt.
| Stolperstein | Übersetzung | Verlegeort                    | Name, Leben      |
| ------------ | ----------- | ----------------------------- | ---------------- |
|              |             | 3, rue du Presbytère Haguenau | Berthe Lévy      |
|              |             | 3, rue du Presbytère Haguenau | Sylvain Lévy     |
|              |             | Place de Neubourg Haguenau    | Henriette Marter |
|              |             | Place de Neubourg Haguenau    | Victor Marter    |

### Herrlisheim
In Herrlisheim  wurden bisher vier Stolpersteine an einer Adresse verlegt.
| Stolperstein | Übersetzung | Verlegeort                   | Name, Leben     |
| ------------ | ----------- | ---------------------------- | --------------- |
|              |             | 6 rue de Limoges Herrlisheim | Henriette Bloch |
|              |             | 6 rue de Limoges Herrlisheim | Lucien Bloch    |
|              |             | 6 rue de Limoges Herrlisheim | Nanette Bloch   |
|              |             | 6 rue de Limoges Herrlisheim | Nicole Bloch    |

### Ingwiller
In Ingwiller wurden bisher 13 Stolpersteine verlegt.
| Stolperstein | Übersetzung | Verlegeort                           | Name, Leben                                    |
| ------------ | --- | ------------------------------------ | ---------------------------------------------- |
|              | HIER WOHNTE EUGÉNIE DEBRÉ GEB. BLUM 1884 INTERNIERT MOULINS, DRANCY DEPORTIERT 1943 AUSCHWITZ ERMORDET 2.11.1943                        | Rue du 11 Novembre 51 Ingwiller      | Eugénie Debré, geborene Blum (1884–1943)       |
|              | | rue du général Gouraud 80 Ingwiller  | Margot Halbronn                                |
|              | HIER WOHNTE MINA LEVY GEB. MEISS 1884 GEFLÜCHTET SAINT-AMAND VERHAFTET ERMORDET 24.7.1944 IN DEN BRUNNEN VON GUERRY SAVIGNY-EN-SEPTAINE | Rue du Maréchal Foch 75 Ingwiller    | Mina Levy, geborene Meiss (1884–1944)          |
|              | HIER WOHNTE SALOMON LEVY GEBOREN 1874 GEFLÜCHTET SAINT-AMAND VERHAFTET ERMORDET 8.8.1944 IN DEN BRUNNEN VON GUERRY SAVIGNY-EN-SEPTAINE  | Rue du Maréchal Foch 75 Ingwiller    | Salomon Levy (1874–1944)                       |
|              | HIER WOHNTE FERNANDE REBLAUB GEB. SALOMON 1903 INTERNIERT MOULINS, DRANCY DEPORTIERT 1943 AUSCHWITZ ERMORDET 23.7.1943                  | Route de Rothbach 18 Ingwiller       | Fernande Reblaub, geborene Salomon (1903–1943) |
|              | HIER WOHNTE PIERRE REBLAUB GEBOREN 1899 INTERNIERT MOULINS, DRANCY DEPORTIERT 1943 AUSCHWITZ ERMORDET 23.7.1943                         | Route de Rothbach 18 Ingwiller       | Pierre Reblaub (1899–1943)                     |
|              | HIER WOHNTE SYLVAIN REBLAUB GEBOREN 1929 INTERNIERT ECROUVES GESTORBEN 21.5.1943                                                        | Route de Rothbach 18 Ingwiller       | Sylvain Reblaub (1929–1943)                    |
|              | | rue du général Gouraud 121 Ingwiller | Emma Samuel                                    |
|              | | rue du général Gouraud 121 Ingwiller | Zélie Samuel                                   |
|              | HIER WOHNTE GEDEON WEIL GEBOREN 1893 GEFLÜCHTET SAINT-AMAND VERHAFTET ERMORDET 24.7.1944 IN DEN BRUNNEN VON GUERRY SAVIGNY-EN-SEPTAINE  | Rue du 11 Novembre 51 Ingwiller      | Gédéon Weil (1893–1944)                        |
|              | HIER WOHNTE CLEMENCE WOLFF GEB. DEBRÉ 1887 INTERNIERT MOULINS, DRANCY DEPORTIERT 1943 AUSCHWITZ ERMORDET 2.11.1943                      | Rue du 11 Novembre 51 Ingwiller      | Clemence Wolff, geborene Debré (1887–1943)     |
|              | HIER WOHNTE FANNY WOLFF GEBOREN 1899 INTERNIERT DRANCY DEPORTIERT 1944 AUSCHWITZ ERMORDET 18.4.1943                                     | Rue du 11 Novembre 51 Ingwiller      | Fanny Wolff (1899–1944)                        |
|              | HIER WOHNTE MAURICE WOLFF GEBOREN 1878 INTERNIERT MOULINS, DRANCY DEPORTIERT 1943 AUSCHWITZ ERMORDET 2.11.1943                          | Rue du 11 Novembre 51 Ingwiller      | Maurice Wolff (1878–1943)                      |

### Kolbsheim
In Kolbsheim wurde bisher ein Stolperstein verlegt.
| Stolperstein | Übersetzung                                                                | Verlegeort           | Name, Leben                                |
| ------------ | -------------------------------------------------------------------------- | -------------------- | ------------------------------------------ |
|              | HIER WOHNTE BERTHE KAHN GEB. WOLFF 1889 DEPORTIERT 1944 AUSCHWITZ ERMORDET | Rue Bolzen Kolbsheim | Berthe Kahn, geborene Wolff (1889–1944/45) |

### Lauterbourg
In Lauterbourg wurde am 18. Mai 2025 ein Stolperstein verlegt.
| Stolperstein | Übersetzung                                                                                       | Verlegeort                      | Name, Leben           |
| ------------ | ------------------------------------------------------------------------------------------------- | ------------------------------- | --------------------- |
|              | HIER WOHNTE GABY LEVY GEBOREN 1920 INTERNIERT DRANCY DEPORTIERT 1944 AUSCHWITZ ERMORDET 30.1.1945 | 1, rue des Pêcheurs Lauterbourg | Gaby Levy (1920–1945) |

### Marlenheim
In Marlenheim wurde bisher ein Stolperstein verlegt.
| Stolperstein | Übersetzung | Verlegeort                      | Name, Leben                                 |
| ------------ | --- | ------------------------------- | ------------------------------------------- |
|              | HIER WOHNTE JEANNE BERNHEIM GEB. MOISE 1887 INTERNIERT EPINAL, ECROUVES, DRANCY DEPORTIERT 1943 AUSCHWITZ ERMORDET 1.4.1944 | 2, Rue du Pensionnat Marlenheim | Jeanne Bernheim, geborene Moise (1887–1944) |

### Mertzwiller
In Mertzwiller wurden bisher fünf Stolpersteine verlegt.
| Stolperstein | Übersetzung | Verlegeort          | Name, Leben    |
| ------------ | ----------- | ------------------- | -------------- |
|              |             | 158, rue de la Gare | Arlette Bloch  |
|              |             | 158, rue de la Gare | Huguette Bloch |
|              |             | 158, rue de la Gare | Liliane Bloch  |
|              |             | 158, rue de la Gare | Rose Bloch     |

### Muttersholtz
In Muttersholtz wurden bisher 27 Stolperstein an acht Adressen verlegt.
| Stolperstein | Übersetzung | Verlegeort                  | Name, Leben |
| ------------ | --- | --------------------------- | --- |
|              | HIER WOHNTE RACHEL ALKAN GEB. BLUM 1896 VERHAFTET NOV. 1943 INTERNIERT DRANCY DEPORTIERT AUSCHWITZ ERMORDET 25.11.1943                 | vor der alten Synagoge      | Rachel Alkan |
|              | HIER WOHNTE ALAIN BERR GEBOREN 1942 VERHAFTET 29.2.1944 INTERNIERT DRANCY DEPORTIERT 1944 AUSCHWITZ TOT 1.2.1945                       | 5 rue de la Paix            | Alain Berr |
|              | HIER WOHNTE CHARLES BERR GEBOREN 1886 VERHAFTET 28.2.1944 INTERNIERT DRANCY DEPORTIERT 1944 AUSCHWITZ TOT 1.2.1945                     | 5 rue de la Paix            | Charles Berr ist am 5. März 1886 in Toul (Meurthe-et-Moselle) geboren, Sohn von Ernest Berr und von Rachel Levy, er ist mit Renée Wolff verheiratet. Lebensmittelhändler, wohnt er mit seiner Familie in Nancy, 16, rue Christian Pfister. Er wurde mit seiner Frau, sein Sohn Ernest, seine Schwiegertochter Léa und sein Enkel Alain am 28. Februar 1944 in Nancy verhaftet. In Ecrouves interniert, später nach Drancy unter der Matrikelnummer 18265 überwiesen. Sie wurden mit dem Convoi 71 vom 13. April 1944 nach Auschwitz deportiert. Sein Tod wurde durch ein Urteil auf den 1. Februar 1945 gesetzt. 2008 erhielt er die mention Mort en Déportation und am 13. März 2020 die mention Mort pour la France. Der Pate ist der cimetière israélite de Sélestat. |
|              | HIER WOHNTE ERNEST BERR GEBOREN 1912 VERHAFTET 28.2.1944 INTERNIERT DRANCY DEPORTIERT 1944 AUSCHWITZ GUSEN ERMORDET 4.4.1945           | 5 rue de la Paix            | Ernest Berr |
|              | ICI HABITAIT LEA BERR NEE BERNHEIM 1915 ARRETEE 29.2.1944 INTERNEE DRANCY DEPORTEE 1944 AUSCHWITZ MORT 1.2.1945                        | 5 rue de la Paix            | Léa Berr |
|              | HIER WOHNTE RENEE BERR GEB. WOLF 1888 VERHAFTET 26.2.1944 INTERNIERT DRANCY DEPORTIERT 1944 AUSCHWITZ TOT 1.2.1945                     | 5 rue de la Paix            | Renée Berr, geb. Wolff, ist am 2. Juni 1888 in Muttersholtz geboren, Tochter von Abraham Wolff, Händler und von Pauline Bloch, aus Muttersholtz. Sie heiratet Charles Octave Berr in Muttersholtz am 10. Januar 1910. Sie lebt in Nancy, wo sie im Februar 1944 mit der ganzen Familie verhaftet wird. Zuerst in Ecrouves interniert wird sie in Drancy unter der Matrikelnummer 18266 überwiesen. Nach Auschwitz mit dem Convoi 71 vom 13. April 1944 deportiert. Ein Urteil setzt ihr Tod am 1. Februar 1945 fest. 2009 erhielt sie die mention Mort en Déportation und am 13. März 2020 die mention Mort pour la France. Der Pate ist der cimetière israélite de Sélestat.                                                                                            |
|              | HIER WOHNTE ALBERT BLOCH GEBOREN 1888 VERHAFTET 15.3.1944 INTERNIERT DRANCY DEPORTIERT 1944 AUSCHWITZ ERMORDET 15.4.1944               | Ancienne Synagogue          | Albert Bloch |
|              | HIER WOHNTE ARLETTE BLOCH GEBOREN 1926 INTERNIERT DRANCY DEPORTIERT 1944 AUSCHWITZ ERMORDET 18.4.1944                                  | 5 rue de la Paix            | Arlette Bloch |
|              | HIER WOHNTE CAROLINE BLOCH GEBOREN 1881 INTERNIERT DRANCY DEPORTIERT 1944 AUSCHWITZ ERMORDET 18.4.1944                                 | 5 rue de la Paix            | Caroline Bloch |
|              | HIER WOHNTE GASTON BLOCH GEBOREN 1926 VERHAFTET 15.3.1944 INTERNIERT DRANCY DEPORTIERT 1944 AUSCHWITZ ERMORDET 15.4.1944               | Ancienne Synagogue          | Gaston Bloch |
|              | HIER WOHNTE JACQUES BLOCH GEBOREN 1886 INTERNIERT DRANCY DEPORTIERT 1944 AUSCHWITZ ERMORDET 18.4.1944                                  | 5 rue de la Paix            | Jacques Bloch |
|              | HIER WOHNTE JEANNINE BLOCH GEBOREN 1925 VERHAFTET 1.4.1944 INTERNIERT DRANCY DEPORTIERT AUSCHWITZ ERMORDET 18.4.1944                   | 7 rue de Wittisheim         | Jeannine Bloch |
|              | HIER WOHNTE JULES BLOCH GEBOREN 1891 VERHAFTET 1.4.1944 INTERNIERT DRANCY DEPORTIERT AUSCHWITZ ERMORDET 18.4.1944                      | 7 rue de Wittisheim         | Jules Bloch |
|              | HIER WOHNTE LUCIEN BLOCH GEBOREN 1921 VERHAFTET 10.4.1944 INTERNIERT DRANCY DEPORTIERT LITAUEN ERMORDET 20.5.1944                      | 2 rue des Tilleuls          | Lucien Bloch |
|              | HIER WOHNTE MARTHE BLOCH GEBOREN 1922 INTERNIERT DRANCY DEPORTIERT 1944 AUSCHWITZ ERMORDET 18.4.1944                                   | 5 rue de la Paix            | Marthe Bloch |
|              | HIER WOHNTE MICHELINE BLOCH GEBOREN 1925 VERHAFTET 1.4.1944 INTERNIERT DRANCY DEPORTIERT AUSCHWITZ ERMORDET 18.4.1944                  | 7 rue de Wittisheim         | Micheline Bloch |
|              | HIER WOHNTE PAULINE BLOCH GEB. GUTHMANN 1898 VERHAFTET 1.4.1944 INTERNIERT DRANCY DEPORTIERT 1944 AUSCHWITZ ERMORDET 18.4.1944         | 7 rue de Wittisheim         | Pauline Bloch |
|              | HIER WOHNTE JOSEPH LEVY GEBOREN 1876 VERHAFTET OKT. 1942 INTERNIERT DRANCY DEPORTIERT 1943 SOBIBOR ERMORDET 30.5.1943                  | 10 rue Welschinger          | Joseph Levy |
|              | HIER WOHNTE PALMYRE LEVY GEB. BLOCH 1878 VERHAFTET OKT. 1942 INTERNIERT DRANCY DEPORTIERT 1943 SOBIBOR ERMORDET 30.5.1943              | 10 rue Welschinger          | Palmyre Levy |
|              | HIER WOHNTE BERTHOLD MANNHEIMER GENANNT BERNARD GEBOREN 1904 INTERNIERT DRANCY DEPORTIERT 1944 AUSCHWITZ BUCHENWALD ERMORDET 23.3.1945 | 1 rue Retterer              | Berthold Mannheimer |
|              | HIER WOHNTE HELENE WEILL GEB. BLOCH 1897 INTERNIERT DRANCY DEPORTIERT 1943 AUSCHWITZ ERMORDET 18.4.1944                                | Grundstück 4 rue de la Paix | Hélène Weill |
|              | HIER WOHNTE JOSEPH WEILL GEBOREN 1890 INTERNIERT DRANCY DEPORTIERT 1943 AUSCHWITZ ERMORDET 18.4.1944                                   | Grundstück 4 rue de la Paix | Joseph Weill |
|              | HIER WOHNTE MILLY WEILL GEBOREN 1931 INTERNIERT DRANCY DEPORTIERT 1943 AUSCHWITZ ERMORDET 18.4.1944                                    | Grundstück 4 rue de la Paix | Milly Weill |
|              | HIER WOHNTE PIERRE WEILL GEBOREN 1926 INTERNIERT DRANCY DEPORTIERT 1943 AUSCHWITZ ERMORDET 18.4.1944                                   | Grundstück 4 rue de la Paix | Pierre Weill |
|              | HIER WOHNTE RAYMOND WEILL GEBOREN 1929 INTERNIERT DRANCY DEPORTIERT 1943 AUSCHWITZ ERMORDET 18.4.1944                                  | Grundstück 4 rue de la Paix | Raymond Weill |
|              | HIER WOHNTE RENE WEILL GEBOREN 1933 INTERNIERT DRANCY DEPORTIERT 1943 AUSCHWITZ ERMORDET 18.4.1944                                     | Grundstück 4 rue de la Paix | René Weill |
|              | HIER WOHNTE MARCEL WOLFF GEBOREN 1896 INTERNIERT DRANCY DEPORTIERT 1944 AUSCHWITZ ERMORDET 8.2.1944                                    | 7 rue de la Paix            | Marcel Wolff |

### Niederrœdern
In Niederrœdern wurde bisher drei Stolpersteine an drei Adressen verlegt.
| Stolperstein | Übersetzung | Verlegeort                             | Name, Leben    |
| ------------ | ----------- | -------------------------------------- | -------------- |
|              |             | 1, rue de la Haute Vienne Niederrœdern | Lucien Blum    |
|              |             | 1, rue de Blond Niederrœdern           | Simon Kaufmann |
|              |             | 3, rue de Bellac Niederrœdern          | René Klein     |

### Oberhoffen-sur-Moder
In Oberhoffen-sur-Moder wurden am 5. Juli 2021 drei Stolpersteine an einer Adresse verlegt.
| Stolperstein | Übersetzung                                                                              | Verlegeort                                      | Name, Leben                |
| ------------ | ---------------------------------------------------------------------------------------- | ----------------------------------------------- | -------------------------- |
|              | HIER WOHNTE CAROLINE BOHR GEBOREN 1923 VERHAFTET 24.7.1940 SONNENHOF ERMORDET 24.7.1940  | 10 Rue des trois Tilleuls (Fondation Sonnenhof) | Caroline Bohr (1923–1940)  |
|              | HIER WOHNTE ALICE DREYFUSS GEBOREN 1919 VERHAFTET 24.7.1940 SONNENHOF ERMORDET 24.7.1940 | 10 Rue des trois Tilleuls (Fondation Sonnenhof) | Alice Dreyfuss (1919–1940) |
|              | HIER WOHNTE IRENE SCHEER GEBOREN 1912 VERHAFTET 8.4.1943 SONNENHOF ÜBERLEBT              | 10 Rue des trois Tilleuls (Fondation Sonnenhof) | Irene Scheer (1912–)       |

### Obernai
In Obernai wurden bisher 20 Stolpersteine an neun Adressen verlegt.
| Stolperstein | Übersetzung | Verlegeort                                   | Name, Leben                            |
| ------------ | --- | -------------------------------------------- | -------------------------------------- |
|              | | 24, Rue de Sélestat Obernai                  | Marcel Bloch (1896–1944)               |
|              | | 24, Rue de Sélestat Obernai                  | Marie Bloch, geborene Weil (1905–1944) |
|              | | 24, Rue de Sélestat Obernai                  | Yolande Bloch (1932–1944)              |
|              | | 11, Rue de Sélestat vor der Synagoge Obernai | Léon Blum (1869–1944)                  |
|              | | 21, Rue du Général Gouraud Obernai           | Eugène Demange (1915–1942)             |
|              | HIER WOHNTE ALICE GEISSMANN GEB. KLEIN 1893 VERHAFTET 13.7.1944 INTERNIERT TOULOUSE DEPORTIERT 1944 ERMORDET 25.12.1944 RAVENSBRÜCK        | 7, rue du Marché Obernai                     | Alice Geissmann (1893–1944)            |
|              | HIER WOHNTE MARCEL GEISSMANN GEBOREN 1890 AUSGEWIESEN REMIREMONT UMGEKOMMEN 10.6.1940 BOMBENANGRIFF                                        | 7, rue du Marché Obernai                     | Marcel Geissmann (1890–1940)           |
|              | | 7, Rue de Sélestat Obernai                   | Leopold Kaufmann (1885–1942/45)        |
|              | HIER WOHNTE GILBERT KLEIN GEBOREN 194 VERHAFTET 13.7.1944 INTERNIERT TOULOUSE DEPORTIERT 1944 BUCHENWALD ERMORDET 1945 TODESMARSCH         | 155, rue d’Ottrott Obernai                   | Gilbert Théodore Klein (1924–1945)     |
|              | HIER WOHNTE MARCEL KLEIN GEBOREN 1886 VERHAFTET 13.7.1944 INTERNIERT TOULOUSE DEPORTIERT 1944 BUCHENWALD ERMORDET APR. 1945                | 155, rue d’Ottrott Obernai                   | Marcel Moïse Klein (1886–1945)         |
|              | HIER WOHNTE PAULINE AIMEE KLEIN GEB. MOOG 1898 VERHAFTET 13.7.1944 INTERNIERT TOULOUSE DEPORTIERT 30.7.1944 ERMORDET JAN. 1945 RAVENSBRÜCK | 155, rue d’Ottrott Obernai                   | Pauline Aimée Klein (1898–1945)        |
|              | | 11, Rue de Sélestat vor der Synagoge Obernai | Gaston Levy (1891–1944)                |
|              | | 11, Rue de Sélestat vor der Synagoge Obernai | Jean Paul Levy (1924–1944)             |
|              | | 1, Place Beffroi Obernai                     | Moïse Lévy (1880–1943)                 |
|              | | 1, Place Beffroi Obernai                     | Thérèse Lévy (1895–1944)               |
|              | | 1, Place Beffroi Obernai                     | Yvette Babette Lévy (1928–1944)        |
|              | HIER WOHNTE MICHEL LUTZ GEBOREN 1903 VERHAFTET 22.11.1944 INTERNIERT STRASSBURG SCHIRMECK DEPORTIERT NACH BRUCHSAL BEFREIT MANNHEIM        | 194, rue du Général Gouraud Obernai          | Michel Lutz (1903–1955)                |
|              | HIER WOHNTE CAMILLE MARX GEBOREN 1900 VERHAFTET 7.7.1942 INTERNIERT EPINAL ECROUVES, DRANCY DEPORTIERT 1942 AUSCHWITZ ERMORDET 12.1.1943   | 15, rue Dietrich Obernai                     | Camille Marx (1900–1943)               |
|              | HIER WOHNTE IRENE MARX GEBOREN 1915 VERHAFTET 7.7.1942 INTERNIERT EPINAL ECROUVES, DRANCY DEPORTIERT 1942 ERMORDET 28.9.1942 AUSCHWITZ     | 15, rue Dietrich Obernai                     | Irene Rosalie Marx (1915–1942)         |
|              | HIER WOHNTE GASTON SCHEYEN GEBOREN 1882 VERHAFTET 13.7.1943 INTERNIERT VICHY DRANCY DEPORTIERT ERMORDET 12.10.1943 AUSCHWITZ               | 74, rue du Général Gouraud Obernai           | Gaston Louis Scheyen (1882–1943)       |

### Oberschaeffolsheim
In Oberschaeffolsheim wurde bisher drei Stolpersteine verlegt.
| Stolperstein | Übersetzung | Verlegeort                                     | Name, Leben   |
| ------------ | ----------- | ---------------------------------------------- | ------------- |
|              |             | 31 rue du Général de Gaulle Oberschaeffolsheim | Caroline Lévy |
|              |             | 31 rue du Général de Gaulle Oberschaeffolsheim | Isidore Lévy  |
|              |             | 31 rue du Général de Gaulle Oberschaeffolsheim | Sylvain Lévy  |

### Odratzheim
In Odratzheim wurden bisher zwei Stolpersteine verlegt.
| Stolperstein | Übersetzung                                                                                             | Verlegeort                    | Name, Leben              |
| ------------ | --- | ----------------------------- | ------------------------ |
|              | HIER WOHNTE JULES LEVY GEBOREN 1886 INTERNIERT IN DRANCY DEPORTIERT 1943 AUSCHWITZ ERMORDET 2.11.1943   | 4, Rue de l’Eglise Odratzheim | Jules Levy (1886–1943)   |
|              | HIER WOHNTE MELANIE LEVY GEBOREN 1885 INTERNIERT IN DRANCY DEPORTIERT 1943 AUSCHWITZ ERMORDET 2.11.1943 | 4, Rue de l’Eglise Odratzheim | Melanie Levy (1885–1943) |

### Ottrott
In Ottrott wurden bisher fünf Stolpersteine an einer Adresse verlegt.
| Stolperstein | Übersetzung | Verlegeort                | Name, Leben                                      |
| ------------ | --- | ------------------------- | ------------------------------------------------ |
|              | HIER WOHNTE ALFRED WERTHEIMER GEBOREN 1894 VERHAFTET 11.3.1944 INTERNIERT ECROUVES DRANCY DEPORTIERT AUSCHWITZ ERMORDET 18.4.1944       | 6, Rue des Sapins Ottrott | Alfred Wertheimer (1894–1944)                    |
|              | HIER WOHNTE GILBERT WERTHEIMER GEBOREN 1930 VERHAFTET 11.3.1944 INTERNIERT ECROUVES DRANCY DEPORTIERT AUSCHWITZ ERMORDET 18.4.1944      | 6, Rue des Sapins Ottrott | Gilbert Wertheimer (1930–1944)                   |
|              | HIER WOHNTE JEANNE WERTHEIMER GEBOREN 1896 VERHAFTET 11.3.1944 INTERNIERT ECROUVES DRANCY DEPORTIERT AUSCHWITZ ERMORDET 18.4.1944       | 6, Rue des Sapins Ottrott | Jeanne Wertheimer (1896–1944)                    |
|              | HIER WOHNTE LILIANE WERTHEIMER GEBOREN 1933 VERHAFTET 11.3.1944 INTERNIERT ECROUVES DRANCY DEPORTIERT AUSCHWITZ ERMORDET 18.4.1944      | 6, Rue des Sapins Ottrott | Liliane Wertheimer (1933–1944)                   |
|              | HIER WOHNTE MARGUERITE WERTHEIMER GEB. LEVY 1898 VERHAFTET 11.3.1944 INTERNIERT ECROUVES DRANCY DEPORTIERT AUSCHWITZ ERMORDET 18.4.1944 | 6, Rue des Sapins Ottrott | Marguerite Wertheimer, geborene Levy (1898–1944) |

### Rosheim
In Rosheim wurden bisher zwei Stolpersteine an einer Adresse verlegt.
| Stolperstein | Übersetzung | Verlegeort                          | Name, Leben                |
| ------------ | ----------- | ----------------------------------- | -------------------------- |
|              |             | 59 rue du Général de Gaulle Rosheim | Hortense Leder (1894–1944) |
|              |             | 59 rue du Général de Gaulle Rosheim | Léon Leder (1894–1944)     |

### Sarre-Union
In Sarre-Union wurden am 16. Juni 2024 fünfzehn Stolpersteine verlegt.
| Stolperstein | Übersetzung | Verlegeort                            | Name, Leben                                   |
| ------------ | --- | ------------------------------------- | --------------------------------------------- |
|              | HIER WOHNTE ANDRE ARON GEBOREN 1909 INTERNIERT DRANCY DEPORTIERT 1943 AUSCHWITZ, MAUTHAUSEN TOT 6.7.1945 ST. BLASIEN            | 19, rue Frédéric Flurer Sarre-Union   | Andre Aron (1909–1945)                        |
|              | HIER WOHNTE BERTHE DAVID GEB. SCHUMACHER 1875 VERHAFTET 1944 INTERNIERT DRANCY DEPORTIERT 29.4.1944 AUSCHWITZ ERMORDET MAI 1944 | 12, rue de Phalsbourg Sarre-Union     | Berthe David, geborene Schumacher (1875–1944) |
|              | HIER WOHNTE ELVIRE DREYFUSS GEB. ROOS 1896 VERHAFTET 1944 INTERNIERT DRANCY DEPORTIERT 13.4.1944 AUSCHWITZ ERMORDET 15.4.1944   | 8, rue de Phalsbourg Sarre-Union      | Elvire Dreyfuss, geborene Lion (1896–1944)    |
|              | HIER WOHNTE ROBERT DREYFUSS GEBOREN 1894 VERHAFTET 1944 INTERNIERT DRANCY DEPORTIERT 13.4.1944 AUSCHWITZ ERMORDET 15.4.1944     | 8, rue de Phalsbourg Sarre-Union      | Robert Dreyfuss (1894–1944)                   |
|              | HIER WOHNTE PAULETTE KAHN GEB. WOLFF 1913 DEPORTIERT 1944 BERGEN-BELSEN BEFREIT                                                 | 11, Grand rue Sarre-Union             | Paulette Kahn, geborene Wolff (1913–)         |
|              | HIER WOHNTE FERNAND KEIM GEBOREN 1877 VERHAFTET 13.8.1943 INTERNIERT DRANCY DEPORTIERT 28.10.1943 AUSCHWITZ ERMORDET 2.11.1943  | 1, rue de B itche Sarre-Union         | Fernand Keim (1877–1943)                      |
|              | HIER WOHNTE HENRI LEVY GEBOREN 1899 VERHAFTET 1944 INTERNIERT DRANCY DEPORTIERT 30.5.1944 AUSCHWITZ BEFREIT                     | 35, Grand rue Sarre-Union             | Henri Levy (1899–1944)                        |
|              | HIER WOHNTE NORA LEVY GEB. BLOCH 1903 VERHAFTET 1944 INTERNIERT DRANCY DEPORTIERT 30.5.1944 AUSCHWITZ ERMORDET 4.6.1944         | 35, Grand rue Sarre-Union             | Nora Levy, geborene Bloch (1903–1944)         |
|              | HIER WOHNTE SAMUEL SEMIAK GEBOREN 1896 INTERNIERT GURS, DRANCY DEPORTIERT 1943 MAJDANEK ERMORDET 1943                           | 4, Grand rue Sarre-Union              | Samuel Semiak (1896–1943)                     |
|              | HIER WOHNTE ANNE WOLFF GEB. MICHEL-KLEIN 1... ERMORDET 13.4.1944 SAINT-QUEN-LES-PAREY 1944                                      | 11, Grand rue Sarre-Union             | Anne Wolff, geborene Michel-Klein (1...–1944) |
|              | HIER WOHNTE FANNY WOLFF GEB. ROOS 1911 VERHAFTET 1944 INTERNIERT DRANCY DEPORTIERT 13.4.1944 AUSCHWITZ ERMORDET 1944            | 4, place de la République Sarre-Union | Fanny Wolff, geborene Roos (1911–1944)        |
|              | HIER WOHNTE JACQUELINE KAHN GEBOREN 1913 DEPORTIERT 1944 BERGEN-BELSEN BEFREIT                                                  | 11, Grand rue Sarre-Union             | Jacqueline Wolff (1921–)                      |
|              | HIER WOHNTE JULES WOLFF GEBOREN 1875 INTERNIERT ECROUVES, DRANCY DEPORTIERT 1943 AUSCHWITZ ERMORDET 5.8.1943                    | 11, Grand rue Sarre-Union             | Jules Wolff (1875–1943)                       |
|              | HIER WOHNTE LUCIEN WOLFF GEBOREN 1907 VERHAFTET 1944 INTERNIERT DRANCY TOT 13.4.1944                                            | 4, place de la République Sarre-Union | Lucien Wolff (1907–1944)                      |
|              | HIER WOHNTE MYRIA WOLFF GEB. LEVY 1880 VERHAFTET 1944 INTERNIERT DRANCY DEPORTIERT 13.4.1944 AUSCHWITZ ERMORDET 1x.4.1944       | 4, place de la République Sarre-Union | Myria Wolff, geborene Levy (1880–1944)        |

### Saverne
In Saverne wurden bisher 13 Stolpersteine verlegt.
| Stolperstein | Übersetzung | Verlegeort                      | Name, Leben                          |
| ------------ | --- | ------------------------------- | ------------------------------------ |
|              | HIER WOHNTE ALICE BLUM GEBOREN 1914 VERHAFTET 7.4.1944 INTERNIERT LIMOGES, DRANCY DEPORTIERT AUSCHWITZ ERMORDET 3.5.1944                             | ? Saverne                       | Alice Blum (1914–1944)               |
|              | HIER WOHNTE LEON BLUM GEBOREN 1876 VERHAFTET 7.4.1944 INTERNIERT LIMOGES, DRANCY DEPORTIERT AUSCHWITZ ERMORDET 3.5.1944                              | ? Saverne                       | Leon Blum (1876–1944)                |
|              | HIER WOHNTE ALICE BLUM GEB. SCHWOB 1902 VERHAFTET 7.4.1944 INTERNIERT LIMOGES, DRANCY DEPORTIERT AUSCHWITZ ERMORDET 3.5.1944                         | ? Saverne                       | Melanie Blum geb. Schwob (1902–1944) |
|              | HIER WOHNTE BERTRAND KAHN GEBOREN 1915 VERHAFTET 7.4.1944 INTERNIERT MONTLUC, DRANCY DEPORTIERT 1944 AUSCHWITZ, MONOWITZ ERMORDET 6.6.1944 GLEIWITZ  | 5, Grand Rue Saverne            | Bertrand Kahn (1915–1944)            |
|              | HIER WOHNTE MARCEL KAHN GEBOREN 1914 VERHAFTET 7.4.1944 INTERNIERT MONTLUC, DRANCY DEPORTIERT 1944 AUSCHWITZ, MONOWITZ GLEIWITZ, BLECHHAMMER BEFREIT | 5, Grand Rue Saverne            | Marcel Kahn (1914–)                  |
|              | HIER WOHNTE SILVAIN KAHN GEBOREN 1912 VERHAFTET 7.4.1944 INTERNIERT MONTLUC, DRANCY DEPORTIERT 1944 AUSCHWITZ, BUCHENWALD FLOSSENBÜRG BEFREIT        | 5, Grand Rue Saverne            | Silvain Kahn (1912–)                 |
|              | IN SAVERNE WOHNTEMOISE MAXIME LEHMANN GEBOREN 1921 GEFLÜCHTET IM WIDERSTAND (FFI) ERMORDET 20.6.1944 CLAYRAC                                         | 75, Grand Rue Saverne           | Moise Maxime Lehmann (1921–1944)     |
|              | IN SAVERNE WOHNTE PAUL LEHMANN GEBOREN 1930 GEFLÜCHTET LA QUEYRIE NIEDERGESCHLAGEN 24.6.1944 SARLAT-LE-CANEDA                                        | 59, Grand Rue Saverne           | Paul Lehmann (1930–1944)             |
|              | IN SAVERNE WOHNTE ALFRED LEVY GEBOREN 1884 VERHAFTET 24.2.1944 INTERNIERT DIJON DRANCY DEPORTIERT 1944 ERMORDET 12.3.1944 AUSCHWITZ                  | Grand Rue/Quai du Canal Saverne | Alfred Levy (1884–1944)              |
|              | IN SAVERNE WOHNTE BENOÎT POLAK GEBOREN 1933 FLUCHT NACH GEVINGEY VERHAFTET 27.4.1944 INTERNIERT DRANCY DEPORTIERT AUSCHWITZ ERMORDET 25.5.1944       | 1 rue du 19 Novembre Saverne    | Benoît Polak (1933–1944)             |
|              | IN SAVERNE WOHNTE JULIE POLAK GEB. BLOCH 1896 FLUCHT NACH GEVINGEY VERHAFTET 27.4.1944 INTERNIERT DRANCY DEPORTIERT AUSCHWITZ ERMORDET 25.5.1944     | 1 rue du 19 Novembre Saverne    | Julie Polak geb. Bloch (1896–1944)   |
|              | HIER WOHNTE MARCEL MICHEL WEIL ALIAS LASEVRE GEBOREN 1897 VERHAFTET GEFOLTERT FÜSILIERT 5.7.1944 JARSY-BELLEVILLE                                    | ? Saverne                       | Marcel Michel Weil (1897–1944)       |

### Scharrachbergheim
In Scharrachbergheim wurde bisher ein Stolperstein verlegt.
| Stolperstein | Übersetzung                                                                                              | Verlegeort                           | Name, Leben           |
| ------------ | --- | ------------------------------------ | --------------------- |
|              | HIER WOHNTE FANNY MAY GEBOREN 1888 INTERNIERT IN DRANCY DEPORTIERT 1944 AUSCHWITZ ERMORDET IM APRIL 1944 | 66, Rue principale Scharrachbergheim | Fanny May (1888–1944) |

### Scherwiller
In Scherwiller wurden bisher 13 Stolpersteine verlegt.

### Sélestat
In Sélestat (deutsch Schlettstadt, elsässisch Schlettstàdt) wurden bisher 16 Stolpersteine an acht Adressen verlegt.
| Stolperstein | Übersetzung | Verlegeort | Name, Leben                                                |
| ------------ | --- | ---------- | ---------------------------------------------------------- |
|              | HIER WOHNTE JULES ALEXANDER GEBOREN 1869 VERHAFTET 20.11.1943 INTERNIERT NICE, DRANCY DEPORTIERT AUSCHWITZ ERMORDET 25.11.1943                   |            | Jules Alexander (1869–1943)                                |
|              | HIER WOHNTE THERESE ALEXANDER GEB. LEVY 1878 VERHAFTET 20.11.1943 INTERNIERT NICE, DRANCY DEPORTIERT AUSCHWITZ ERMORDET 25.11.1943               |            | Therese Alexander, geborene Levy (1878–1943)               |
|              | HIER WOHNTE ACHILLE BAUER GEBOREN 1886 VERHAFTET 15.1.1943 INTERNIERT DRANCY BEAUNE-LA-ROLANDE DEPORTIERT SOBIBOR ERMORDET 30.3.1943             |            | Achille Bauer (1886–1943)                                  |
|              | HIER WOHNTE ELVIRE BAUER GEB. LEVY 1887 VERHAFTET 15.1.1943 INTERNIERT DRANCY BEAUNE-LA-ROLANDE DEPORTIERT SOBIBOR ERMORDET 30.3.1943            |            | Elvire Bauer, geborene Levy (1887–1943)                    |
|              | HIER WOHNTE EVA ADRIENNE BERNHEIM GEB. BLUM 1890 VERHAFTET 31.7.1942 INTERNIERT PITHIVIERS DEPORTIERT AUSCHWITZ ERMORDET 25.9.1942               |            | Eva Adrienne Bernheim (1890–1942)                          |
|              | HIER WOHNTE PAULINE BERNHEIM GEBOREN 1919 VERHAFTET 31.7.1942 INTERNIERT PITHIVIERS DEPORTIERT AUSCHWITZ ERMORDET 25.9.1942                      |            | Pauline Bernheim (1919–1943)                               |
|              | HIER WOHNTE EUGENE BLUM GEBOREN 1888 VERHAFTET 25.7.1942 INTERNIERT BESANÇON PITHIVIERS DEPORTIERT 1943 ERMORDET 25.9.1943 AUSCHWITZ             |            | Eugène Blum (1888–1943)                                    |
|              | HIER WOHNTE FLORA COSMAN-CAHEN GEBOREN 1921 VERHAFTET 6.7.1943 INTERNIERT MOULINS DRANCY DEPORTIERT AUSCHWITZ ERMORDET 12.10.1943                |            | Flora Cosman-Cahen (1921–1943)                             |
|              | HIER WOHNTE JUSTIN COSMAN-CAHEN GEBOREN 1922 VERHAFTET 6.7.1943 INTERNIERT MOULINS DRANCY DEPORTIERT AUSCHWITZ ERMORDET 12.10.1943               |            | Justin Cosman-Cahen (1921–1943)                            |
|              | HIER WOHNTE LEON COSMAN-CAHEN GEBOREN 1874 VERHAFTET 6.7.1943 INTERNIERT MOULINS DRANCY DEPORTIERT AUSCHWITZ ERMORDET 12.10.1943                 |            | Léon Cosman-Cahen (1874–1943)                              |
|              | HIER WOHNTE SARA JEANNE COSMAN-CAHEN GEB. STRASBURGER 1890 VERHAFTET 6.7.1943 INTERNIERT MOULINS DRANCY DEPORTIERT AUSCHWITZ ERMORDET 12.10.1943 |            | Sara Jeanne Cosman-Cahen, geborene Strasburger (1890–1943) |
|              | HIER WOHNTE MOISE MAXIMILIEN GEISMAR GEBOREN 1898 VERHAFTET 28.6.1943 INTERNIERT MONTLUC DRANCY DEPORTIERT AUSCHWITZ ERMORDET 5.8.1943           |            | Moise Maximilien Geismar (1898–1943)                       |
|              | HIER WOHNTE ISAAC LEVY GEBOREN 1868 VERHAFTET MÄRZ 1944 INTERNIERT DRANCY UMGEKOMMEN 6.4.1944                                                    |            | Isaac Levy (1868–1944)                                     |
|              | HIER WOHNTE JEAN ERNEST LEVY GEBOREN 1921 VERHAFTET 1943 INTERNIERT BEAUNE-LA-ROLANDE DRANCY DEPORTIERT AUSCHWITZ ERMORDET 23.7.1943             |            | Jean Ernest Levy (1921–1943)                               |
|              | HIER WOHNTE SUZETTE LEVY GEBOREN 1923 VERHAFTET 8.7. 1944 INTERNIERT ÉPINAL ECROUVRES, DRANCY DEPORTIERT AUSCHWITZ ERMORDET 28.9.1942            |            | Suzette Levy (1923–1942)                                   |
|              | HIER WOHNTE CLAUDE WEILL GEBOREN 1924 IM WIDERSTAND SCHICKSAL UNBEKANNT                                                                          |            | Claude Weill (1924–?)                                      |

### Wissembourg
In Wissembourg wurden zehn Stolpersteine an acht Adressen verlegt.
| Stolperstein | Übersetzung | Verlegeort                             | Name, Leben                  |
| ------------ | --- | -------------------------------------- | ---------------------------- |
|              | HIER WOHNTE LEON EISENMANN GEBOREN 1866 VERHAFTET 1944 INTERNIERT DRANCY DEPORTIERT AUSCHWITZ ERMORDET 30.6.1944   | 67, Rue du Général Leclerc Wissembourg | Leon Eisenmann (1866–1944)   |
|              | HIER WOHNTE RACHEL EISENMANN GEBOREN 1870 VERHAFTET 1944 INTERNIERT DRANCY DEPORTIERT AUSCHWITZ ERMORDET 30.6.1944 | 67, Rue du Général Leclerc Wissembourg | Rachel Eisenmann (1870–1944) |
| [...]        | |                                        |                              |

### Wolfisheim
In Wolfisheim wurden bisher drei Stolpersteine an einer Adresse verlegt.
| Stolperstein | Übersetzung | Verlegeort                            | Name, Leben                            |
| ------------ | --- | ------------------------------------- | -------------------------------------- |
|              | HIER WOHNTE ABRAHAM ROTH GEBOREN 1874 FLÜCHTLING ST CHRISTOPH-LA-GROTTE DEPORTIERT 1944 AUSCHWITZ ERMORDET 12.3.1944  | 67, Rue du Général Leclerc Wolfisheim | Abraham Roth (1874–1944)               |
|              | HIER WOHNTE ALINE ROTH GEB. WEILL 1875 FLÜCHTLING ST CHRISTOPH-LA-GROTTE DEPORTIERT 1944 AUSCHWITZ ERMORDET 12.3.1944 | 67, Rue du Général Leclerc Wolfisheim | Aline Roth, geborene Weill (1875–1944) |
|              | HIER WOHNTE PAUL ROTH GEBOREN 1905 FLÜCHTLING ST CHRISTOPH-LA-GROTTE DEPORTIERT 1944 AUSCHWITZ ERMORDET 12.3.1944     | 67, Rue du Général Leclerc Wolfisheim | Paul Roth (1905–1944)                  |

## Verlegedaten
- 30. April 2019: Muttersholtz[6]
- 1. Juli 2021: Grendelbruch
- 2. Juli 2021: Barr (Avenue du Docteur Marcel Krieg)
- 4. Juli 2021: Bouxwiller, Ingwiller
- 5. Juli 2021: Bischwiller, Oberhoffen-sur-Moder[7]
- 9. Juli 2021: Wolfisheim[8]
- 11. Juli 2021: Kolbsheim
- 1. August 2021: Diemeringen
- 27. März 2022: Balbronn, Marlenheim, Odratzheim, Scharrachbergheim
- 4. April 2022: Saverne
- 2. Mai 2022: Barr (Rue du Général Vandenberg)
- 13. Juni 2022: Obernai (7, Rue de Sélestat; 11, Rue de Sélestat; 15, rue Dietrich; 155, rue d’Ottrott; 74, rue du Général Gouraud; 194, rue du Général Gouraud; 7, rue du Marché)
- 18. September 2022: Haguenau
- 6. Mai 2023: Gries
- 5. Juni 2023: Rosheim
- 7. Juli 2023: Mertzwiller
- 12. September 2023: Benfeld
- 15. Oktober 2023: Niederrœdern (3 rue de Bellac, 1 rue de la Haute Vienne)
- 24. März 2024: Barr (Place de l'Hôtel de Ville, Rue de la Gare, Rue des Cigognes, Rue des Lièvres)
- 3. April 2024: Wissembourg
- 12. April 2024: Obernai (21, Rue du Général Gouraud; 24, Rue de Sélestat; 1, Place Beffroi)
- 15. April 2024: Saverne (1 rue du 19 Novembre)
- 2. Juni 2024: Balbronn (48 rue Balbach, 59 rue Balbach, 29 rue des Tonneliers, 66 rue du Château, 17 rue Neuve)
- 16. Juni 2024: Niederrœdern
- 17. Juni 2024: Herrlisheim
- 18. Juni 2024: Oberschaeffolsheim
- 22. Mai 2025: Brumath